# SC Toulon
SC Toulon is een Franse voetbalclub uit de havenstad Toulon, hoofdstad van het departement Var aan de Côte d'Azur.
De club werd als Sporting Club de Toulon opgericht in 1944 na een fusie tussen Sporting Club du Temple (1933) en Jeunesse Sportive Toulonnaise. De club speelde in de jaren 50 en de 60 telkens één seizoen in de hoogste klasse. Vanaf 1983 tot 1993 speelde tien jaar in eerste. Daarna ging het bergaf met de club en in 1998 had de club met financiële problemen te kampen en werd ze heropgericht onder de naam Sporting Toulon Var. In 2011 staken opnieuw financiële problemen de kop op waardoor de club sportief twee klassen daalde. In 2014 promoveerde de club terug naar de CFA 2. In 2016 promoveerde de club naar de CFA en nam ook terug de oorspronkelijke naam SC Toulon aan. In 2019 volgde een promotie naar de Championnat National, echter kon de club het behoud niet verzekeren. 

## Erelijst
- Kampioen tweede divisie

1983
- Kampioen derde divisie

1996

## Bekende (oud-)spelers
- Bernard Casoni
- Stéphane Demol
- Patrick Vervoort
- Daniel Xuereb
- Peter Bosz
- John Lammers
- David Ginola